# 歷山二世
亞歷山大二世（拉丁語：Alexander PP. II，1010/1015年—1073年4月21日），本名安塞爾莫（Anselmo），於米蘭巴吉奧出生。他於1061年9月30日當選教宗，翌日即位至1073年4月21日為止。1073年4月21日卒于羅馬。他作為托斯卡那的卢卡（Lucca）主教于1061年9月30日被選举為教宗並于翌日登基。在大教副希尔德布兰（後為教宗额我略七世）的協助下為了抑制贩卖圣事及實施神職者的獨身生活作出努力，他和這位繼任一道被公認為改革派的兩位教宗。
最初，亞歷山大二世的當選（由希尔德布兰根據1059年教宗尼各老二世在位時的年齡法令安排了教宗選舉）不被神聖羅馬帝國的法庭認可。這個法庭提名了另一個候選人Cadalus（帕爾馬的主教）。因此，在巴塞爾理事會宣告，他以对立教宗何诺二世名義到羅馬。然而，最後日爾曼法庭放棄了他，根據曼图阿宗教会议（Synod of Mantua）何諾二世終於被放逐了；因此，並且亞歷山大的位置穩固了。
他是一位權力心重的教宗，在他手中教會有很大的政治影響力。

## 譯名列表
- 亞歷山大：天主教香港教區禮儀委員會：禧年專頁 （页面存档备份，存于）作、[ 《大英簡明百科知識庫》2005年版]、《世界人名翻譯大辭典》1993年版作亞歷山大。
- 歷山：香港天主教教區檔案　歷任教宗作歷山。
- 亞力山大：真理辯證中文網 兩千年教會歷史巡禮 第四篇 中世紀前期教會歷史作亞力山大。[來源請求]
- 亞力山大、亞歷山大：國立編譯舘作亞力山大、亞歷山大。[來源請求]